# Kurt Wires
Kurt Wires, né le 28 avril 1919 à Helsinki et mort le 22 février 1992 à Espoo, est un kayakiste finlandais pratiquant la course en ligne.

## Palmarès

### Jeux olympiques de canoë-kayak course en ligne
- 1948 à Londres,  Royaume-Uni
  -  Médaille d'argent en K-1 10 000 m
- 1952 à Helsinki,  Finlande
  -  Médaille d'or en K-2 1 000 m
- 1952 à Helsinki,  Finlande
  -  Médaille d'or en K-2 10 000 m [1]